# Русские в Балтиморе
Русские в Балтиморе (англ. Russians in Baltimore) — русскоязычные потомки иммигрантов из Российской империи, а также иммигранты из СССР и современной России. История появления русской общины в городе восходит к середине XIX-го века. Вначале русскоязычные иммигранты компактно проживали в Восточном Балтиморе. В настоящее время большинство русских в городе проживают в районе Арлингтон в Северо-Западном Балтиморе и в пригороде Пайксвилл.

## Статистика
В 1920 году на русском языке в Балтиморе говорили 4632 белых иммигранта; многие из них были русскоязычными евреями. Русский был вторым по распространенности славянским или восточноевропейским языком в городе после польского. По данным переписи населения США, в 1930 году в Балтиморе проживали 17500 русскоязычных иммигрантов и более 24000 горожан имели русское происхождение; русские американцы были самой большой этнической группой иностранного происхождения в городе. В 1940 году в Балтиморе проживали 14670 иммигрантов из СССР, большая часть которых имела русское происхождение. Они составляли 24,1% белого населения города иностранного происхождения. В 1990-е годы в Балтиморе обосновались около 8208 иммигрантов из России, Украины и других стран бывшего СССР.
По данным переписи населения США, в 2000 году русская община в Балтиморском столичном регионе насчитывала 35763 человека, что составляло 1,4% от всего населения столичного региона. По тем же данным в Балтиморе проживали 5526 русскоязычных жителей, что составляло 0,8% от всего населения города, а в соседнем округе Балтимор — 19430 русскоязычных жителей. Русские американцы составляли 7,2% населения иностранного происхождения в Балтиморском столичном регионе. В 2000 году русский язык во время общения дома использовали 1235 жителей Балтимора.
В 2005 году русскоязычное население в Балтиморском столичном регионе занимало пятнадцатое место по численности среди русскоязычного населения в США. В 2013 году в городе проживали 5647 русских американцев, что составляло 0,9% от всего населения Балтимора. По состоянию на сентябрь 2014 года иммигранты из России были двадцать шестым по численности населением иностранного происхождения в Балтиморе, а русский язык был седьмым по распространенности языком, кроме английского.

## История

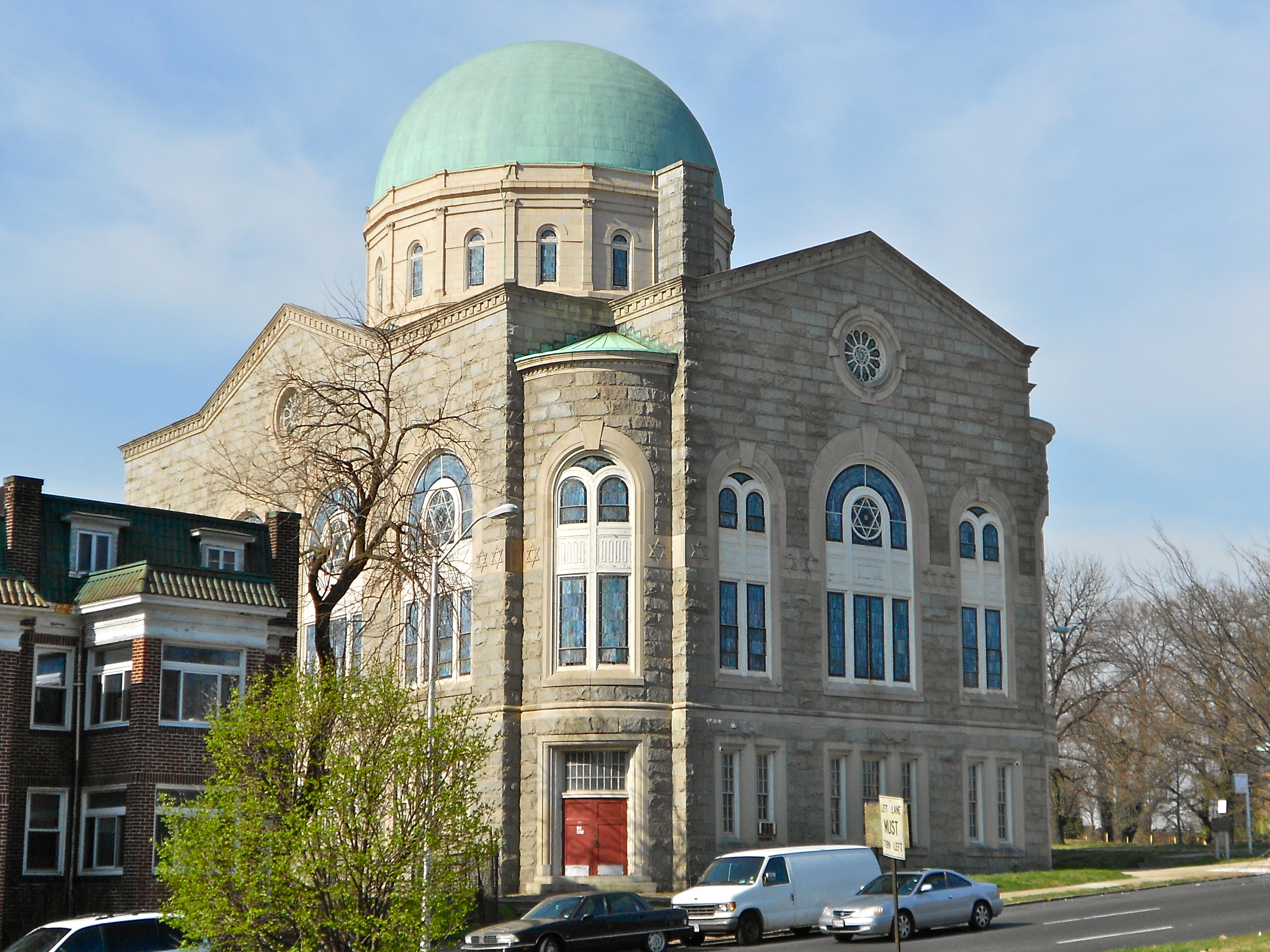
Синагога Шаарей Тфилох. Март 2012

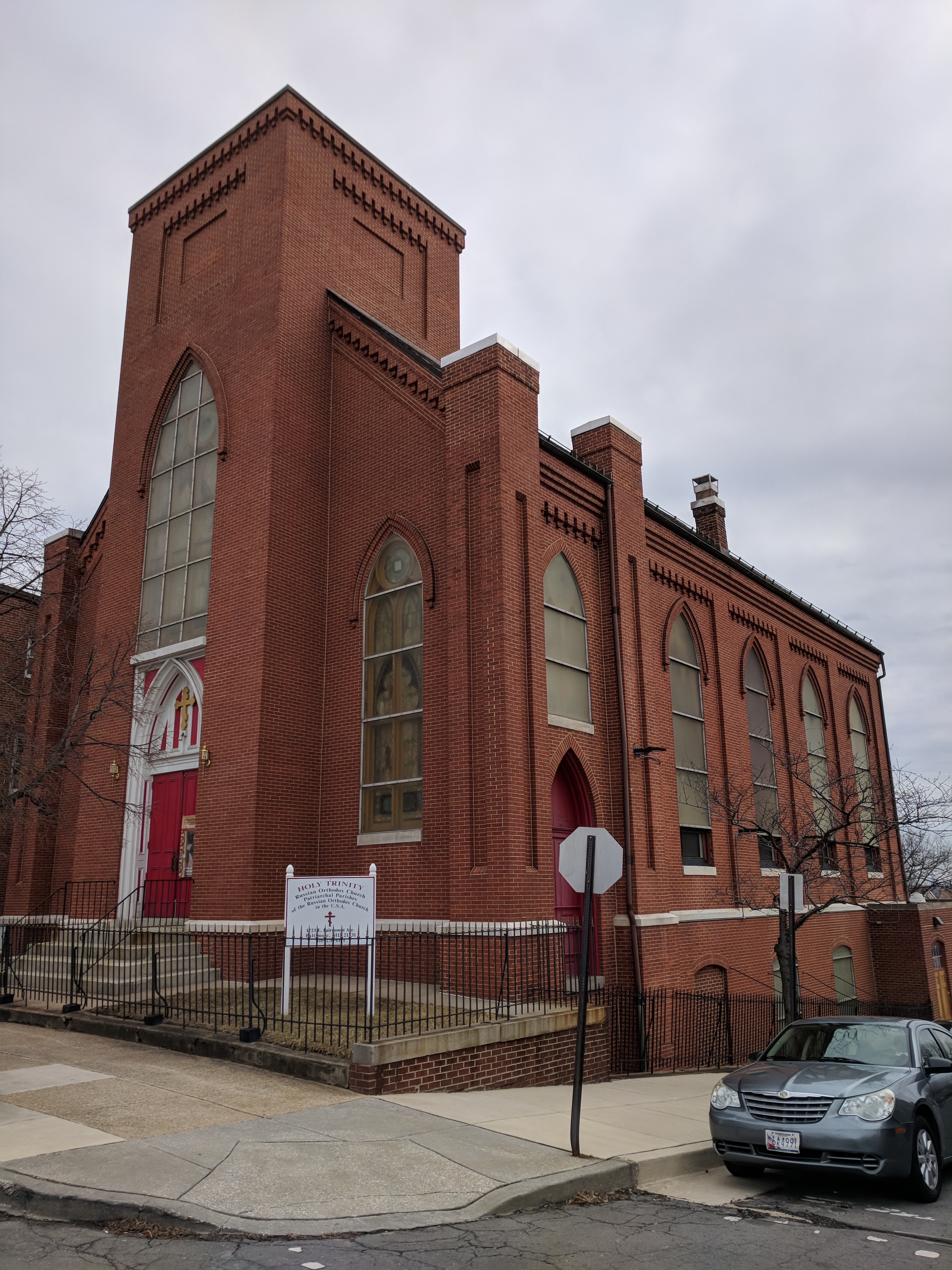
Русская православная церковь Святой Троицы в районе Данбар. Февраль 2018 года

Большая часть русскоязычных иммигрантов в Балтиморе имеет еврейское происхождение. По данным переписи населения США, в 1930 году в городе проживали 17000 русскоязычных жителей, большинство из которых были евреями. По сравнению с богатыми и ассимилированными немецкими евреями Балтимора, русские евреи были в основном бедными и жили в трущобах, вместе с другими русскоязычными иммигрантами. Раскол между «немецкими» и «русскими» в еврейской общине Балтимора побудил многих евреев из России больше ассоциироваться с русской, чем с еврейской общиной в целом. Русские в Балтиморе, включая русских евреев, компактно проживали в юго-восточных районах города. Самая большая волна русско-еврейских иммигрантов в Балтимор пришлась на 1880-е годы. Вторая волна русско-еврейских иммигрантов имела место в 1990-е годы после распада СССР.
В 1930-е годы русскоязычные иммигранты были самой большой этнической группой Балтимора иностранного происхождения. По данным переписи населения США, в 1960 году русские евреи составляли 18,2% населения Балтимора. К 1940 году они составляли большинство в 13 переписных листах Балтимора.
Русские евреи помогли основать в Балтиморе несколько синагог, в том числе синагогу Бнай Исраэль и синагогу Шаарей Тфилох.
В то время большинство иммигрантов и их потомков русского происхождения в Балтиморе составляли евреи, исповедовавшие иудаизм, значительное меньшинство составляли христиане, в основном члены Русской Православной Церкви. В 1963 году этнические русские из Беларуси основали в Балтиморе церковь Преображения Господня. Русские также построили в городе православную церковь Святой Троицы.
Для облегчения интеграции русскоязычных иммигрантов в американское общество, в Балтиморе был открыт филиал еврейской организации ХИАС и в мае 1978 года была учреждена двуязычная русско-английская газета под названием «Новости биржи».
По данным переписи населения США, в 1990 году в городе и округе Балтимор проживали более 30000 человек русского происхождения и более 400 русскоязычных мигрантов ежегодно селились в пригородах.
В 1995 году в районе Феллс-Пойнт был открыт ресторан «Зе Мин Бин Кафе», который предлагает блюда русской кухни, а также другие славянские и восточноевропейские блюда.

## Культура

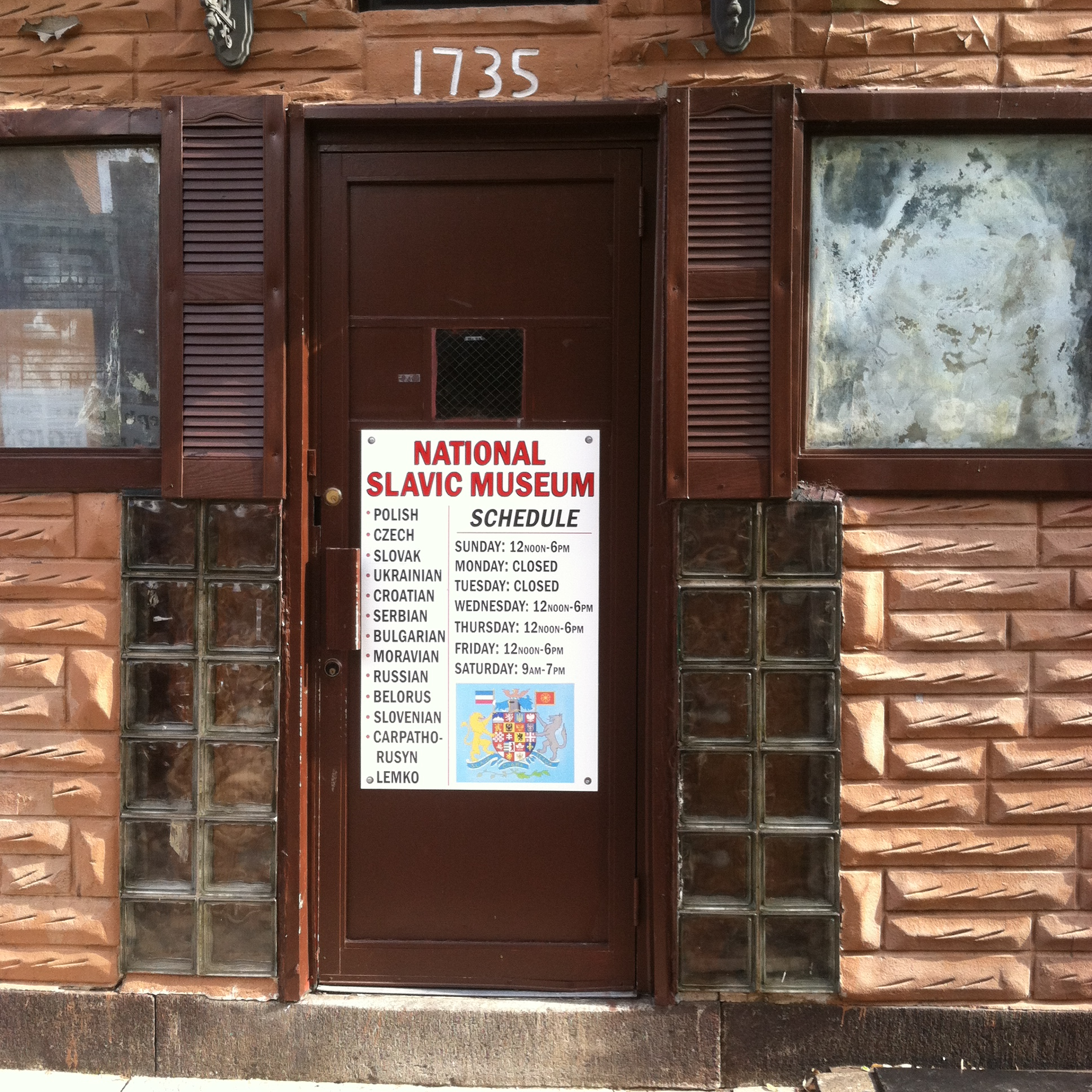
Национальный Славянский музей в районе Феллс-Пойнт. Июнь 2014 года

В 1995 году русскоязычным еврейским иммигрантом из Беларуси была основана русскоязычная газета «Каскад», которая издаётся дважды в неделю. По состоянию на 1995 год в районе Балтимора было несколько русских продуктовых магазинов, русскоязычный журнал и вело вещание русскоязычное радио.
В октябре в русской православной церкви Святой Троицы проходит ежегодный «Русский фестиваль». Фестиваль посвящен русскому наследию, истории и кухне.
В 2012 году в Балтиморе был открыт Национальный Славянский музей, экспозиции которого посвящены славянской истории города, включая историю местной русской общины.
Лемко-хаус, жилой комплекс на Саут-Энн-стрит, предоставляет жилье иммигрантам из Восточной Европы. Основанный в 1983 году священником восточного обряда Иваном Дорником, комплекс назван в честь этнической группы, к которой принадлежал основатель – лемков. Лемки – это русинская этническая группа, населяющая Лемковщину, часть Закарпатья, которая охватывает части Словакии, Польши и Украины. Лемко-хаус держит открытыми свои двери для малообеспеченных жителей любых национальностей, и по-прежнему является домом для многих славянских и восточноевропейских иммигрантов, в том числе русскоязычных и имеющих русское происхождение.